# Wyznania Tru
Wyznania Tru (ang. Tru Confessions) – amerykański film należący do kategorii Disney Channel Original Movies.

## Opis fabuły
Historia opowiadająca o życiu bliźniaków Tru i Eddiego. Tru jest wesołą dziewczyną, która twierdzi, że żyje po to, aby zostać gwiazdą filmową. Prowadzi też pamiętnik video, gdzie "opisuje" codzienne przeżycia, a z kamerą nie rozstaje się nawet na krok, filmując każde zdarzenie. Eddie jest upośledzony umysłowo. Na początku Tru nie może pogodzić się z naturą brata, mimo że gdy była mała, bardzo lubiła się z nim bawić. Któregoś dnia Tru dowiaduje się o konkursie młodych filmowców. Na początku postanawia opisać życie takich dzieci jak jej brat Eddie. Nagrodą za to jest własny serial telewizyjny. Kiedy pierwsza wersja filmu nie podoba się jej rodzinie i przyjaciołom, Tru postanawia zrobić drugą wersję filmu, tym razem z własną opinią. Niestety, zanim wysłała kasetę nie pokazała jej nikomu. Boi się, że w filmie może być za dużo szczegółów życia prywatnego jej rodziny. Na końcu okazuje się, że Trudy wygrała konkurs.

## Obsada
- Clara Bryant – Trudy "Tru" Walker
- Shia LaBeouf – Edward "Eddie" Walker
- Mare Winningham – Ginny
- William Francis McGuire – Bob
- Nicole Dicker – Denise Palumbo
- Kevin Duhaney – Jake
- Yani Gellman – William "Billy" Meier
- Craig Eldridge – Mr. Taylor
- Jennifer Foster – DeeDee
- Rahnuma Panthaky – Ms. Hinchey
- Colm Magner – Coach Rice
- Arnold Pinnock – Dr. Dean Cutler
- Keandre' Sutton – Dr. Griffin
- Monet Sutton – Nicole Allen